# João Anes de Brito
João Anes de Brito ou João Eanes de Brito (1230 - 1295) foi um fidalgo e Cavaleiro medieval do Reino de Portugal, foi o tronco da família Brito. Possivelmente, ele era descendente de Oeyro de Brito (também chamado Soeiro de Brito), e viveu durante os reinados de Sancho Capelo e Afonso III.

## Relações familiares
Foi casado em 1254  com Madalena da Costa, filha de Gonçalo da Costa, de quem teve:
1. Afonso Eanes de Brito casado com Ousenda Pires de Oliveira
2. Maria Eanes casada com Gonçalo Vasques de Moura.